# 마르코 (원피스)
마르코(Marco, マルコ)는 일본 만화 및 애니메이션 원피스의 등장하는 흰 수염 해적단의 1번대 대장이다.

## 소개
흰 수염 해적단의 실질적인 2인자로, 20년 이상 흰 수염의 배에 탄 고참이다. 독자들의 예상과는 다르게 흰 수염 해적단의 선의이다. 현재 만화책 909화 기준으로 前 흰 수염 해적단 선장 에드워드 뉴게이트의 고향에서 의사로서 지내고있다. 틈만 나면 흰 수염을 암살하려 드는 에이스를 보면서도 말리거나 제제하지 않는 느긋한 성격의 소유자.

## 능력
자연계 열매보다도 희귀하다는 동물계 '환수종' 새새 열매-모델:불사조로 전투시에는 푸른색 불꽃으로 뒤덮인 불사조로 변신한다. 이 푸른 불꽃은 '재생의 불꽃'이라 불리는 불꽃으로, 불이 번진다거나 온도가 높다던가 하는 불꽃의 특성은 없지만, 적에게 받은 상처가 바로 재생된다.(하지만 그 범위에는 한계가 있다고 설정되어 있다.)

## 외모
인수형
- 파인애플 모양의 특이한 헤어 스타일.
- 주황빛이 도는 금발
- 안경을 쓰고 있음.(2년후)

동물형
- 파란색의 불꽃을 두르고 있음.

## 행적
마린포드 전투에서는 전투가 시작되자마자 키자루와 맞붙어 발차기를 하는 등, 무장색 패기를 다루는 것으로 보인다. 흰 수염에게 쏟아지는 야사타미노 마가타마를 모두 받아내도 멀쩡한 것으로 보아 회복력도 뛰어난 듯. 이 장면은 키자루의 명대사 '코와이네~(무섭네~)'를 말하게 해준 장면이기도 하다. 또한 아오키지에 의해 궁지에 몰린 루피를 구해주는 등 대활약을 보이나, 건강이 악화된 흰 수염의 상태를 확인하기 위해 잠시 주위를 흐트린 순간 키자루와 오니구모  중장의 협공에 의해 해루석 수갑이 채워져 능력을 봉인당했다. 그러나 Mr.3(갤디노)의 도움으로 수갑에서 해방된 후 비스타, 징베와 함께 故 에이스의 유산이나 다름없는 루피를 아카이누로부터 지켜줬다. 해군대장과 호각으로 싸웠으며, 생일은 10월 5일. 신장은 203cm 알려져 있다. 이후, 故 흰 수염(에드워드 뉴게이트)과 故 에이스가 죽은 후, 남은 흰 수염 해적단 잔당들을 이끌게 되었고, 남은 잔당들과 검은 수염 해적단과 대결을 했지만 결과는 검은 수염 해적단에게 참패를 했다. 그 이후, 동료들이랑 모두 뿔뿔이 흩어졌고, 자신은 현재 신세계 어느 마을에서 선의로 마을 사람들을 치료해주는 일을 하고 있다.